# Tým kněží in solidum
Termín v občanském právu viz Solidární závazky
V roce 1983 zavedla katolická církev možnost svěřit pastoraci jedné nebo více farností týmu kněží in solidum. Toto ustanovení v Kodexu kanonického práva z roku 1983, které se podobá starobylým modelům pastorační péče v římských titulárních kostelích s jejich kněžskými kolegii, bylo zavedeno, aby pomohlo vyřešit některé obtíže, s nimiž se potýká mnoho diecézí. Mezi tyto obtíže patří nedostatek kněží, přelidněné městské farnosti, vyčerpané a rozptýlené venkovské farnosti a pokles návštěvnosti mší svatých. Tento model pastorační péče je považován za praktický způsob podpory pastorační spoluzodpovědnosti a také za podporu většího smyslu pro presbyterium mezi kněžími diecéze.

## Zavedení
Kánon 517 § 1 Kodexu kanonického práva z roku 1983 stanoví obecnou normu pro vytvoření týmu kněží, kteří se starají o jednu nebo více farností; ubi adiuncta id requirant (když to okolnosti vyžadují), která diecéznímu biskupovi přiznává flexibilitu při organizaci struktur pastorační péče v jeho diecézi: „Vyžadují-li to okolnosti, lze pastorační péči o jednu farnost nebo o různé farnosti dohromady svěřit několika kněžím in solidum, avšak s tím, že při výkonu pastorační péče musí být jeden z nich moderátorem, tedy tím, kdo má řídit společnou činnost a zodpovídat se za ni biskupovi.“ Kodifikační komise odpovědná za přípravu kánonů o pastorační péči in solidum se však vyjádřila, že je třeba toto ustanovení považovat za „výjimečné“.

## Povaha týmu
Komentátoři uznávají, že existuje zmatek ohledně církevního úřadu, který je svěřen týmu kněží in solidum. Zákon svěřuje cura pastoralis (pastorační péči) každému členu týmu kněží rovným dílem. Tým kněží však není právnickou osobou. Tým je tvořen jednotlivými kněžími, kteří přebírají pastorační péči současně nebo společně a jsou povinni většinou povinností náležejících farnímu knězi. 
Obecně platí, že jeden farní úřad pro pastorační péči o svěřenou farnost nebo farnosti je svěřen všem kněžím v týmu. Modus procendi (způsob postupu) při výkonu úřadu je však pochopitelný pouze tehdy, je-li pochopen právní princip in solidum. Tento právní termín pochází z římského závazkového práva; kde uzavření dohody in solidum znamenalo vysokou míru rizika. Pokud totiž jeden věřitel obdržel vše, co mu náleželo, nebo jeden dlužník vše zaplatil, neexistovalo žádné následné právo ostatních na příspěvek. 
Byly vyvinuty různé právní metody, jak se vyhnout osobní ztrátě při uzavírání dohod in solidum. Mezi ně patřilo vytváření societates (společností) nebo partnerství, které vznikaly na základě vzájemné dohody a vyznačovaly se závazným závazkem fraternitas (bratrství) a byly založeny před uzavřením dohod in solidum. Významný kanonista Eugenio Corecco navrhl, aby in solidum v kontextu farní péče analogicky odráželo různorodou, ale přesto kolektivní odpovědnost všech členů presbyteria místní církve.

## Práva a povinnosti moderátora
Při zřizování týmu kněží in solidum musí diecézní biskup vymezit práva a konkrétní povinnosti moderátora. Ústředním bodem pravomoci moderátora v týmu kněží je zaručit, aby věřící dostávali od svých pastýřů pomoc z duchovního bohatství církve, zejména Božího slova a svátostí.
Hlavní úlohou moderátora je řídit společnou činnost týmu, nést za tuto společnou činnost odpovědnost před diecézním biskupem a řídit výkon pravomocí, které mají všichni členové týmu. Moderátor je také pověřen právním zastupováním farnosti nebo farností, což ho však automaticky neopravňuje k tomu, aby byl správcem farních statků, a tedy k nutnosti ustanovení zvláštního zákona. Jeho vztah k farní pastorační a ekonomické radě by měl být rovněž stanoven zvláštním zákonem.

## Práva a povinnosti kněží
Diecézní biskup musí určit, jaké konkrétní vlastnosti jsou pro tento farní úřad vyžadovány. Důrazně se doporučuje, aby biskup společně s týmem stanovil rozdělení pastoračních úkolů ve společném plánu, který by měl být uveden ve jmenovacím dekretu každého kněze. Je také třeba vyjasnit otázky týkající se závazku rezidence a života v komunitě a také zvážit povinnost in solidum slavit missa pro populo.
A konečně, pokud některý člen skupiny in solidum přestane vykonávat církevní úřad, neznamená to, že se farní úřad uvolní.